# Die Kreatur
Die Kreatur foi uma banda alemã de Neue Deutsche Härte formada por Dero Goi, ex-vocalista do Oomph!, e Chris Harms, vocalista do Lord of the Lost.

## História
Em 2020, Dero Goi e Chris Harms lançaram um projeto em conjunto chamado Die Kreatur. Antes disso, os ambos haviam sido convidados nos álbuns de suas respectivas bandas. Chris Harms cantou "Europa" no álbum Ritual, enquanto Dero Goi participou em "Abracadabra" no CD bônus do álbum Thornstar. Ambos os álbuns foram lançados pela gravadora Napalm Records, que também assinou contrato com a dupla.
Em março o single e vídeo de "Die Kreatur" foi lançado para promover o álbum de estreia da banda.
O álbum de estreia, "Panoptikum". foi lançado em 22 de maio de 2020 pela Napalm Records. O álbum contém um cover da música "Der Goldene Reiter", de Joachim Witt, um sucesso da Neue Deutsche Welle. "Panoptikum" alcançou o número 8 nas paradas alemãs em 29 de maio de 2020 e o número 90 nas paradas suíças de álbuns em 31 de maio de 2020.

## Discografia
Álbuns
| Álbum      | Data de Lançamento |
| ---------- | ------------------ |
| Panoptikum | 22 de maio de 2020 |

Singles
| Single      | Álbum      | Data de Lançamento  |
| ----------- | ---------- | ------------------- |
| Die Kreatur | Panoptikum | 20 de março de 2020 |

## Vídeos
- 2020 - Die Kreatur - Lançamento: 20 de março de 2020
- 2020 - "Kälter als der Tod" - Lançamento: 17 de abril de 2020
- 2020 - "Untergang" (Lyric video) - Lançamento: 22 de maio de 2020)
- 2020 - "Gott Verdammt" (Lyric video) - Lançamento: 14 de agosto de 2020)